# Simon Beaufoy
Simon Beaufoy (født 1967) er en Oscar-belønnet britisk manuskriptforfatter. Han blev uddannet ved Ermysted's Grammar School og Sedbergh School. Han er mest kendt for at have skrevet manuskriptet til The Full Monty fra 1997, som han også blev nomineret til en Oscar for, i tillæg til manuskriptet til Slumdog Millionaire som han vandt Oscar for bedste filmatisering for og 127 Hours.

## Filmografi
- Yellow (1996)
- The Full Monty (1997)
- Among Giants (1998)
- Closer (1998)
- The Darkest Light (1999)
- This Is Not a Love Song (2001)
- Blow Dry (2001)
- Yasmin (2004)
- Miss Pettigrew Lives for a Day (2008)
- Burn Up (2008) (miniserie)
- Slumdog Millionaire (2008) (vandt en Golden Globe for Bedste Manuskript og en Oscar for Bedste filmatisering)
- 127 Hours (2010)